# Lance-roquettes Type 4 20 cm
Le lance-roquettes Type 4 de 20 cm (四式二十糎噴進砲 Yonshiki nijyū-senchi funshinhō) était utilisé par l'armée impériale japonaise pendant les derniers moments de la Seconde Guerre mondiale.

## Conception
Le lance-roquettes Type 4 a été développé par le bureau technique de l'armée japonaise pendant les derniers moments de la Seconde Guerre mondiale, comme une arme peu chère et facile à produire. Elle avait l'avantage d'être plus précise que les mortiers conventionnels, grâce à ses munitions gyrostabilisées. Les premières pièces ont été déployés en 1943 et furent utilisées avec succès pendant la bataille d'Iwo Jima et la bataille d'Okinawa. Grâce à sa facilité de fabrication et sa petite taille, le Type 4 a été produit en très grand nombre et envoyé dans des arsenaux cachés afin d'être utilisés comme armes de la dernière chance pendant l'opération d'invasion par les alliés de l'archipel japonais
Bien que l'arme soit constituée d'un tube de mortier standard monté sur un trépied, si nécessaire la roquette pouvait être tirée depuis un simple tube ou gouttière ayant le bon diamètre, des rails en bois ou même directement depuis un sol en pente.

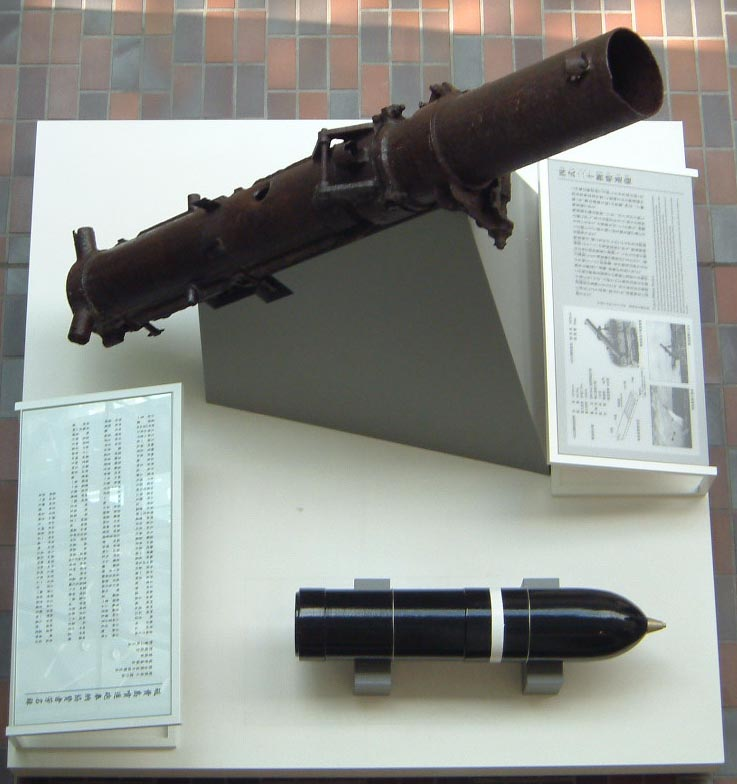
Un lance-roquettes Type 4 exposé au sanctuaire Yasukuni.